# Lepidophyma flavimaculatum
Lepidophyma flavimaculatum är en ödleart som beskrevs av Duméril 1851. Lepidophyma flavimaculatum ingår i släktet Lepidophyma och familjen nattödlor.
Arten förekommer i Centralamerika från Mexiko till Panama. Den når i bergstrakter 1100 meter över havet.
Ödlan gömmer sig vanligen i trädstammar som ligger på marken och ruttnar, i trädstubbar, i trädens håligheter samt i lövansamlingar i trädens förgreningar. Födan utgörs av myror, enkelfotingar och i några regioner som Guatemala även av termiter. Populationer i norra delen av utbredningsområdet har en sexuell förökning medan jungfrufödsel (partenogenes) förekommer hos sydliga populationer. Även i områden med jungfrufödsel är cirka en fjärdedel av individerna hanar. Honor lägger inga ägg utan föder levande ungar. De flesta ungar föds vid början av regntiden.
Lokalt kan skogsavverkningar medföra beståndets minskning. I utbredningsområdet inrättades flera skyddszoner. Arten kan i viss mån anpassa sig till skogsbruk och landskapsförändringar. IUCN listar den som livskraftig (LC).

## Underarter
Arten delas in i följande underarter:
- L. f. flavimaculatum
- L. f. lineri
- L. f. ophiophthalmum
- L. f. tehuanae
- L. f. tenebrarum